# Vera y el placer de los otros
Vera y el placer de los otros és una pel·lícula de comèdia dramàtica i coming-of-age argentina de 2023 dirigida i escrita per Romina Tamburello i Federico Actis. Narra la història d'una adolescent que crea el seu propi negoci en llogar departaments a altres persones perquè tinguin relacions sexuals. És protagonitzada per Luciana Grasso i Inés Estévez. La pel·lícula es va estrenar mundialment el 8 de novembre de 2023 durant el Festival de Cinema Nits Negres de Tallinn a Estònia, mentre que la seva estrena comercial a les sales de cinemes de l'Argentina va ser el 21 de novembre de 2024.

## Argument
Segueix la vida de Vera, una adolescent que està cursant el seu últim any de l'escola secundària i viu en Rosario amb la seva mare, que treballa com a agent immobiliari. D'amagat d'ella, Vera es dedica a cobrar el lloguer d'un dels departaments buits que sol mostrar la seva mare, a altres joves perquè puguin tenir relacions sexuals. No obstant això, amb el temps Vera també comença a experimentar la seva sexualitat amb els clients.

## Repartiment
- Luciana Grasso com a Vera
- Inés Estévez com a Adriana
- Estefanía Nicoló com a Nadia
- David Zoela com a Martín
- Mariano Raimondi com a Luis
- Carlos Resta com a Roberto

## Recepció

### Comentaris de la crítica
La pel·lícula va rebre ressenyes favorables per part dels crítics. Diego Brodersen de Página/12 va assenyalar que «els realitzadors aposten per un esquema narratiu llis i transparent que mai derrapa en el sensacionalisme dramàtic o l'estudiantina». Paula Vázquez Prieto de La Nación va destacar que «Tamburello i Actis aposten a un tractament de la sexualitat que escapa a etiquetes i fórmules preestablertes, que explora el propi esdevenir del seu personatge amb una llibertat benvinguda».
En una ressenya per Indie Hoy, Julieta Aiello va escriure «el film és realista, no sols perquè proposa que els desitjos i la rebel·lia són irrefrenables, sinó perquè tindran conseqüències immanejables per a una nena». Amparo Cabal d' Escribiendo cine va valorar que «la premissa de Vera y el placer de los otros és potent i divertida, i el seu desenvolupament no es queda enrere».

### Premis i nominacions
| Premio/Festival de Cinema                             | Data de l'esdeveniment                | Categoria                                          | Nominat                            | Resultat  | Ref.   |
| ----------------------------------------------------- | ------------------------------------- | -------------------------------------------------- | ---------------------------------- | --------- | ------ |
| Festival Internacional de Cinema de Mar del Plata     | 2 al 12 de novembre de 2023           | Millor direcció                                    | Romina Tamburello i Federico Actis | Guanyador | [ 10 ] |
| Festival Internacional de Cinema d'Autor de Barcelona | 4 al 14 d'abril de 2024               | Premi de la crítica                                | Vera y el placer de los otros      | Guanyador | [ 11 ] |
| Festival Internacional de Cinema de Miami             | 5 al 14 d'abril de 2024               | Premi Jordan Ressler - Millor ópera prima          | Vera y el placer de los otros      | Nominat   | [ 12 ] |
| Festival de Cinema Queer de Vancouver                 | 12 al 22 de setembre de 2024          | Premi del públic - Millor pel·lícula internacional | Vera y el placer de los otros      | Guanyador | [ 13 ] |
| Festival Internacional de Cinema de Sant Sebastià     | 20 al 28 de setembre de 2024          | Premi Sebastiane Latino                            | Vera y el placer de los otros      | Nominat   | [ 14 ] |
| Festival Audiovisual Bariloche                        | 30 de setembre al 6 d'octubre de 2024 | Menció especial                                    | Vera y el placer de los otros      | Guanyador | [ 15 ] |
| Festival Audiovisual Bariloche                        | 30 de setembre al 6 d'octubre de 2024 | Premi ASA - So                                     | Agustín Pagliuca i Santiago Zecca  | Guanyador | [ 15 ] |
| Festival Audiovisual Bariloche                        | 30 de setembre al 6 d'octubre de 2024 | Millor interpretació femenina                      | Luciana Grasso                     | Guanyador | [ 15 ] |
| Festival Audiovisual Bariloche                        | 30 de setembre al 6 d'octubre de 2024 | Millor interpretació masculina                     | Carlos Resta                       | Guanyador | [ 15 ] |
| Festival de Cinema Premi Iris LGBTQ+                  | 13 al 18 d'octubre de 2024            | Millor interpretació femenina                      | Luciana Grasso                     | Guanyador | [ 16 ] |
| Festival Internacional de Cinema de Puerto Madryn     | 18 al 26 d'octubre de 2024            | Vot del públic                                     | Vera y el placer de los otros      | Guanyador | [ 17 ] |
| Festival Internacional de Cinema de Puerto Madryn     | 18 al 26 d'octubre de 2024            | Premi La Hayemedia                                 | Vera y el placer de los otros      | Guanyador | [ 17 ] |
| Festival Internacional de Cinema de Puerto Madryn     | 18 al 26 d'octubre de 2024            | Millor actriu                                      | Luciana Grasso                     | Guanyador | [ 17 ] |
| Festival Internacional de Cinema de Puerto Madryn     | 18 al 26 d'octubre de 2024            | Premi Género DAC                                   | Romina Tamburello                  | Guanyador | [ 17 ] |
| Premis Cóndor de Plata                                | 20 de febrer de 2025                  | Millor opera prima                                 | Vera y el placer de los otros      | Nominat   | [ 18 ] |
| Premis Cóndor de Plata                                | 20 de febrer de 2025                  | Millor actriu de repartiment                       | Inés Estévez                       | Nominat   | [ 18 ] |
| Premis Cóndor de Plata                                | 20 de febrer de 2025                  | Revelació femenina                                 | Luciana Grasso                     | Nominat   | [ 18 ] |